# アメリカの経済と経済政策
アメリカの経済と経済政策（アメリカのけいざいとけいざいせいさく）とは、アメリカ合衆国の経済に関する実績・政策・状況・問題とその推移を論述するものである。

## 先住民との戦争終結 - 第二次世界大戦終結までのアメリカの経済政策
- 1890年7月、シャーマン法を制定。アメリカ議会（上院・下院とも共和党が多数派）は、経済取引の制限と独占の形成を規制し、司法省に違法行為の停止と問題解決・企業分割要求の権限を与える、シャーマン・反トラスト法（Sherman Antitrust Act）を可決し、ハリソン大統領（共和党）が署名し、アメリカの最初の反トラスト法（日本では独占禁止法と表現される）が成立した。
- 1902年2月、ノーザン・セキュリティーズを訴追。アメリカ政府（ルーズベルト大統領・共和党）の司法省は、太平洋岸北西部の3つの鉄道会社の持株会社であるノーザン・セキュリティーズを反トラスト法違反で訴追し、企業分割を要求した。
- 1904年、ノーザン・セキュリティーズを分割。連邦最高裁判所はノーザン・セキュリティーズに対して、反トラスト法違反で有罪と認定し、これ以上の株式取得・取得済みの株式の議決権行使禁止・鉄道収益から持株会社株への配当支払い禁止を命令する判決を下した。ノーザン・セキュリティーズは事実上解散し、子会社となっていた鉄道はそれぞれ独立した[1]。
- 1907年、アメリカン・タバコを訴追。アメリカ政府（タフト大統領・共和党）の司法省は、アメリカン・タバコを反トラスト法違反で訴追し、企業分割を要求した。
- 1909年、スタンダード・オイルを訴追。アメリカ政府（タフト大統領・共和党）の司法省は、スタンダード・オイルを反トラスト法違反で訴追し、企業分割を要求した。
- 1911年、アメリカン・タバコを分割。連邦裁判所はアメリカン・タバコに対して、反トラスト法違反で有罪と認定し、企業の解散・分割を命令する判決をした。アメリカン・タバコは解散させられ多数の企業に分割された。
- 1911年5月、スタンダード・オイルを分割。連邦裁判所はスタンダード・オイルに対して、反トラスト法違反で有罪と認定し、企業の解散・分割を命令する判決をした。スタンダード・オイルは解散させられ多数の企業に分割された。
- 1913年、連邦準備法を制定。アメリカ議会（上院・下院とも民主党が多数派）は、アメリカの中央銀行制度としての連邦準備制度、連邦準備制度理事会、連邦準備銀行の組織と運営を規定する1913年の連邦準備法（Federal Reserve Act of 1913）を可決、ウイルソン大統領が署名して成立した。
- 1914年10月、クレイトン・反トラスト法の制定。アメリカ議会（上院・下院とも民主党が多数派）は、異なる購入者に対する競争を減少させ独占を形成する価格差別、購入者に対する購入者が望む以外の他の商品の組み合わせ購入の要求、競争を減少させる合併・買収、競争状態の2社またはそれ以上の会社への役職への就任を禁止し、反トラスト法違反の被害者が被害額の3倍の損害賠償を請求できるクレイトン・反トラスト法（Clayton Act）を可決、ウイルソン大統領が署名して成立した。
- 1914年10月、連邦取引委員会を設立。アメリカ議会（上院・下院とも民主党が多数派）は、消費者保護のための連邦取引委員会の設置を規定し、反トラスト法違反を監視し摘発する権限と手続きを規定した連邦取引委員会法（Federal Trade Commission Act）を可決、ウイルソン大統領が署名して成立した。
- 1930年6月、スムート・ホーリー関税法を制定。アメリカ議会（上院・下院とも共和党が多数派）は、アメリカへの輸入品に対して国内の産業を保護するため、特に農産物の輸入に対して国内の農業を保護するために、輸入品に高率関税を課す保護貿易政策法案であるスムート・ホーリー関税法（Smoot-Hawley Tariff Act）を可決し、フーバー大統領（共和党）が署名して成立した。
- 1933年5月、1933年の証券法を制定。アメリカ議会（上院・下院とも民主党が多数派）は、公開取引される証券に関する情報の開示と、不正確な情報の提供を禁止する1933年の証券法（Securities Act of 1933）を可決し、ルーズベルト大統領（民主党）が署名して成立した。
- 1933年6月、1933年の銀行法を制定。アメリカ議会（上院・下院とも民主党が多数派）は、銀行経営を安定化し投機を抑制するために、銀行の証券業務を禁止し、銀行の倒産に対して預金者の預金を保護する連邦預金保健公社を規定する、1933年の銀行法（Banking Act of 1933）を可決し、ルーズベルト大統領（民主党）が署名して成立した。
- 1934年6月、証券取引委員会を設立。アメリカ政府（ルーズベルト大統領・民主党）は、証券投資家を保護し、公正で秩序ある効果的な証券市場を維持して資本形成を容易にすることを目的として、証券取引を監視し違法行為に行政処分を貸す権限を持つ、証券取引委員会（Securities and Exchange Commission）を設立した。
- 1935年8月、1935年の社会保障法を制定。アメリカ議会（上院・下院とも民主党が多数派）は、失業保険、退職給付金、障害者保険、死亡保険の給付を規定した1935年の社会保障法（Social Security Act of 1935）を可決し、ルーズベルト大統領（民主党）が署名して成立した。
- 1935年8月、1935年の連邦保険拠出法税を制定。アメリカ議会（上院・下院とも民主党が多数派）は、1935年の社会保障法の財源として、雇用主と被雇用者に課税する1935年の連邦保険拠出法税（Federal Insurance Contributions Act Tax of 1935）を可決し、ルーズベルト大統領（民主党）が署名して成立した。
- 1936年6月、ロビンソン・パットマン法の制定。アメリカ議会（上院・下院とも民主党が多数派）は、等しい状態にある卸売業者に対して競争を減少させる、価格差別による販売を禁止するロビンソン・パットマン法（Robinson-Patman Act）を可決し、ルーズベルト大統領（民主党）が署名して成立した。
- 1938年6月、公正労働基準法の制定。アメリカ議会（上院・下院とも民主党が多数派）は、未成年者の雇用を禁止し、超過勤務の時間給を50%増しとする公正労働基準法（Fair Labor Standards Act）を可決し、ルーズベルト大統領（民主党）が署名して成立した。

## 第二次世界大戦終結 - 米ソ冷戦終結までのアメリカの経済政策
- 1945年12月、国際通貨基金に加盟。アメリカ政府（トルーマン大統領・民主党）は、国際通貨基金協定（IMF）に加盟した。
- 1947年10月、関税および貿易に関する一般協定に加盟。アメリカ政府（トルーマン大統領・民主党）は、関税および貿易に関する一般協定（GATT）に加盟し、1948年1月に、関税および貿易に関する一般協定（GATT）の発効と同時に加盟国となった。
- 1949年、AT&Tを訴追。アメリカ政府（トルーマン大統領・民主党）の司法省は、AT&Tを反トラスト法違反で訴追し、企業分割と子会社のウェスタン・エレクトリックの分離を要求した。
- 1950年9月、防衛生産法を制定。アメリカ議会（上院・下院とも民主党が多数派）は、アメリカ財務省の外国投資委員会（CFIUSC ommittee on Foreign Investments in the United States）が、外国資本によるアメリカ企業の買収・合併がアメリカの安全保障を脅かす可能性が有ると判断した場合に、外国資本によるアメリカ企業の買収・合併を大統領が禁止する権限を規定したエクソン・フロリオ条項（Exon-Florio provision）を含む防衛生産法（Defense Production Act of 1950）を可決し、トルーマン大統領（民主党）が署名して成立した。
- 1950年12月、セラー・キーファーバー法の制定。アメリカ議会（上院・下院とも民主党が多数派）は、企業が直接の競争相手ではない企業を垂直合併またはコングロマリット合併することにより、競争が減少することを禁止するセラー・キーファーバー法を可決し、トルーマン大統領（民主党）が署名して成立した。
- 1956年、司法省とAT&Tが和解。連邦裁判所は司法省とATTに和解を勧告、AT&Tのサービスと製品をテレコム事業に限定して他事業への参入を禁止し、AT&Tの特許を利害関係者にライセンスすることを条件に、企業分割をしないことを提案、司法省とAT&Tは和解案を受け入れて裁判は終了した。
- 1963年6月、同一給与法の制定。アメリカ議会（上院・下院とも民主党が多数派）は、同一の質と量の労働に対して性別による差別を禁止する、同一給与法（Equal Pay Act of 1963）を制定し、ケネディ大統領（民主党）が署名して成立した。
- 1965年7月、雇用機会均等委員会を設立 アメリカ政府（ジョンソン大統領・民主党）は、1963年の同一給与法（Equal Pay Act of 1963）、1964年の公民権法（Civil Rights Act of 1964）に基づいて、その後に制定された、1967年の雇用における年齢差別禁止法（Age Discrimination in Employment Act）、1990年のアメリカ障害者法（Americans with Disability Act）も含めて、雇用における差別の予防・解消により雇用機会の均等を推進する、雇用機会均等委員会（Equal Employment Opportunity Commission）を設立した。
- 1965年7月、1965年の社会保障法の制定。アメリカ議会（上院・下院とも民主党が多数派）は、65歳以上の人、身体障害者、特定の病気の患者、自営業の低所得者が加入できる公的医療保険制度（Medicare , Medicaid）、1965年の社会保障法（Social Security Act of 1965）を可決し、ジョンソン大統領（民主党）が署名して成立した。
- 1967年10月、雇用における年齢差別禁止法を制定。アメリカ議会（上院・下院とも民主党が多数派）は、40歳以上の人に対する雇用、給与、一時解雇、差別、仕事の制限、定年退職制度を禁止する、年齢による雇用差別禁止法（Age Discrimination in Employment Act）を可決し、レーガン大統領（共和党）が署名して成立した。
- 1969年1月、IBMを訴追。アメリカ政府（ジョンソン大統領・民主党）の司法省は、IBMを反トラスト法違反で訴追し、企業分割を要求した。
- 1971年8月、ドルの兌換停止。アメリカ政府（ニクソン大統領・共和党）は、ドルと金との兌換を停止すると発表した。
- 1971年12月、ドル切り下げ。アメリカ政府（ニクソン大統領・共和党）は、ドルと他国通貨との為替レートを切り下げた。
- 1973年3月、変動相場制への移行。アメリカ政府（ニクソン大統領・共和党）を含む経済先進諸国の政府は為替を変動相場制に移行した。
- 1974年、AT&Tを再訴追。アメリカ政府（ニクソン大統領・共和党）の司法省は、AT&Tを反トラスト法違反で訴追し、企業分割を要求した。
- 1976年9月、ハート・スコット・ロディーノ・反トラスト法の制定。アメリカ議会（上院・下院とも民主党が多数派）は、特定の合併、株式公開買付、その他の買収の終結の前に、合併、株式公開買付、買収の当事者が司法省の反トラスト部と連邦取引委員会に報告し、報告された合併、株式公開買付、買収が当事者独占禁止法違反なるか、司法省と連邦取引委員会が判断するために30日の待機期間を義務付ける、ハート-スコット-ロディーノ・反トラスト法（Hart-Scott-Rodino Antitrust Improvements Act）を可決し、フォード大統領（共和党）が署名して成立した。
- 1981年8月、1981年の経済復興税法（英語版）（通称　81年税制改革法）の制定。アメリカ議会（上院は共和党、下院は民主党が多数派）は、景気刺激策として個人と企業の税負担を軽減することを目的とした81年税制改革法を可決した。主な内容は、個人所得税の最高税率を70％から50％へ引き下げと減価償却や資本に対するインセンティブを高め、企業課税を軽減であった。レーガン大統領（共和党）が署名し成立した。
- 1982年1月、AT&Tを分割。連邦裁判所はAT&Tを反トラスト法違反で有罪と認定し、企業の解散・分割を命じる判決をした。AT&Tは1984年1月に各地域に分割した地域テレコム会社と長距離テレコム会社に企業分割され、他の事業への参入を解禁された。
- 1982年1月、司法省とIBMが和解。連邦裁判所は司法省とIBMに和解を提案、司法省はIBMに技術情報を公開して競合企業の市場参入に協力し競争を促進することを要求、IBMは要求を受け入れ、司法省は企業分割要求を撤回して和解した。
- 1984年6月、インサイダー取引制裁法を制定。アメリカ議会（上院は共和党、下院は民主党が多数派）は、インサイダー取引制裁法（Insider Trading Sanctions Act）を可決し、レーガン大統領（共和党）が署名し成立した。
- 1985年8月、アメリカとヨルダンのFTAの締結。アメリカ政府（レーガン大統領・共和党）は、イスラエル政府とともに、アメリカとイスラエルの間で商品・サービスの貿易の自由化、関税率を段階的に引き下げ最終的には撤廃する包括的な自由貿易協定に署名した。
- 1985年9月、プラザ合意。過度なドル高の是正のためにアメリカ政府（レーガン大統領・共和党）の呼びかけで、米国ニューヨークのプラザホテルに先進国5カ国（日・米・英・独・仏＝G5）の大蔵大臣（米国は財務長官）と中央銀行総裁が集まり、会議が開催された。この会議でドル高是正に向けたG5各国の協調行動への合意した。
- 1986年10月、1986年の税制改革法（英語版）の制定。アメリカ議会（上院は共和党、下院は民主党が多数派）は、長期的に安定した税制の構築を目的とした86年税制改革法を可決した。この法案により、個人所得及び企業所得の課税ベースを拡大する一方で、法人税率を46％から34％に引き下げ、個人所得の最高税率を50％から28％へ引き下げた。レーガン大統領（共和党）が署名し成立した。
- 1988年8月、包括的貿易競争法を制定。アメリカ議会（上院も下院も民主党が多数派）は、アメリカ財務省の外国投資委員会（CFIUSC ommittee on Foreign Investments in the United States）が、外国資本によるアメリカ企業の買収・合併がアメリカの安全保障を脅かす可能性が有ると判断した場合に、外国資本によるアメリカ企業の買収・合併を大統領が禁止する権限を規定した包括的貿易競争法（Omnibus Trade and Competitiveness Act of 1988）を可決し、レーガン大統領（共和党）が署名し成立した。

## 米ソ冷戦終結 - 現在までのアメリカの経済政策
- 1990年11月、1990年の包括的財政調整法を制定。アメリカ議会（上院も下院も民主党が多数派）は、財政赤字を削減するために高額納税者への課税率増加と、医療給付金・農業補助金・軍事費の削減により、1991-1995会計年度に財政赤字を5000億ドル削減することを目的とする、1990年の包括的財政調整法（Omnibus Budget Reconciliation Act of 1990）を可決し、ブッシュ大統領（共和党）が署名して成立した。
- 1993年2月、育児介護休業法を制定。アメリカ議会（上院・下院ともに民主党が多数派）は、被雇用者が育児や介護のために休暇を取得する権利を規定し、休暇取得者に対する雇用主からの不利益な扱いを禁止し、職場に復帰した時に休職時と同じ待遇を義務付ける、育児介護法休業法（Family and Medical Leave Act of 1993）を可決し、クリントン大統領（民主党）が署名して成立した。
- 1993年8月、1993年の包括的財政調整法を制定。アメリカ議会（上院も下院も民主党が多数派）は、財政赤字を削減するために高額納税者への課税率増加と、医療給付金・農業補助金・軍事費の削減により、1993-1998会計年度に財政赤字を5000億ドル削減することを目的とする、1993年の包括的財政調整法（Omnibus Budget Reconciliation Act of 1993）を可決し、クリントン大統領（民主党）が署名して成立した。
- 1993年12月、北米自由貿易協定法を制定。アメリカ議会（上院も下院も民主党が多数派）は、アメリカ、カナダ、メキシコの自由貿易を規定する、北米自由貿易協定法（North American Free Trade Agreement Implementation Act）を可決し、クリントン大統領（民主党）が署名して成立した。
- 1994年1月、北米自由貿易協定に加盟。アメリカ政府（クリントン大統領・民主党）は、アメリカ、カナダ、メキシコの自由貿易を規定する北米自由貿易協定（NAFTA）に加盟した。
- 1994年4月、世界貿易機関（WTO）に加盟。アメリカ政府（クリントン大統領・民主党）は、世界貿易機関（WTO）協定に署名し、議会上院（民主党が多数派）は、WTO協定を批准した。1995年1月、アメリカ政府は、WTOの設立と同時に加盟国となった。
- 1997年8月、1997年の財政調整法を制定。アメリカ議会（上院も下院も共和党が多数派）は、財政赤字を削減するために高額納税者への課税率増加と、医療給付金・農業補助金・軍事費の削減により、1998-2002会計年度に財政赤字を1750億ドル削減することを目的とする、1997年の財政調整法（Balanced Budget Act of 1997）を可決し、クリントン大統領（民主党）が署名して成立した。
- 1997年8月、納税者の負担軽減法の制定。アメリカ議会（上院・下院とも共和党が多数派）は、納税者に対して、17歳未満の被扶養児童の養育者、住宅購入者、遺産相続者、自営業者、教育のための貯蓄、年金受給者に対する減税を規定した、納税者負担軽減法（Taxpayer Relief Act of 1997）を可決し、クリントン大統領（民主党）が署名して成立した。
- 1998年5月、マイクロソフトを訴追。アメリカ政府（クリントン大統領・民主党）の司法省は、マイクロソフト反トラスト法違反で訴追した。
- 1999年11月、グラム・リーチ・ブライリー法の制定。アメリカ議会（上院も下院も共和党が多数派）は、グラス・スティーガル法を廃止し、銀行・証券・保険を兼営する総合金融サービスを自由化する、グラム・リーチ・ブライリー法（Gramm-Leach-Bliley Act）を可決し、クリントン大統領（民主党）が署名して成立した。
- 2001年6月、経済成長と減税調整法の制定。アメリカ議会（上院も下院も共和党が多数派）は、所得・資本所得・退職年金・教育支出・財産と贈与に対するか税率を削減する、経済成長と減税調整法（Economic Growth and Tax Relief Reconciliation Act of 2001）を可決し、ブッシュ大統領（共和党）が署名して成立した。
- 2001年12月、アメリカとヨルダンのFTAの締結。アメリカ政府（ブッシュ大統領・共和党）は、ヨルダン政府とともに、アメリカとヨルダンの間で商品・サービスの貿易の自由化、関税率を段階的に引き下げ最終的には撤廃する包括的な自由貿易協定に署名した。
- 2002年11月、司法省とマイクロソフトが和解。連邦裁判所は司法省とマイクロソフトに和解を提案、アメリカ政府（ブッシュ大統領・共和党）の司法省は、マイクロソフトが競争を阻害する契約を取引先に要求せず、競合企業に技術情報を公開することを勧告、マイクロソフトは司法省の勧告を受け入れ、司法省はマイクロソフトの分割要求を撤回し、司法省とマイクロソフトは和解して裁判は終了した。
- 2002年7月、上場企業会計改革および投資家保護法の制定。アメリカ議会（上院・下院とも共和党が多数派）は、2001年にエンロン、2002年にワールドコムが粉飾決算で会社破綻したことをきっかけに、企業経営者に決算報告書が真実・適正であることの宣誓を義務付け、粉飾決算した場合は20年以下の禁固または500万ドル以下の罰金を科す、上場企業会計改革および投資家保護法（Public Company Accounting Reform and Investor Protection Act of 2002）、通称サーベンス・オクスリー法（Sarbanes‐Oxley Act）を制定し、ブッシュ大統領（共和党）が署名して成立した。
- 2002年7月、上場企業会計監視委員会の設立。アメリカ政府（ブッシュ大統領・共和党）は、エンロンの粉飾決算時に会計事務所が粉飾を見破れなかったことをきっかけに、上場企業会計監視委員会（PCAOB-Public Company Accounting Oversight Board）を設立し、会計事務所の登録を義務付けた。*2003年3月 アメリカ議会（上院・下院とも共和党が多数派）は、アメリカとチリの自由貿易を規定する、アメリカとチリの自由貿易協定法（United States-Chile Free Trade Agreement Implementation Act）を可決し、ブッシュ大統領が署名して成立した。
- 2003年3月、アメリカとシンガポールの自由貿易協定法を制定。アメリカ議会（上院・下院とも共和党が多数派）は、アメリカとシンガポールの自由貿易を規定する、アメリカとシンガポールの自由貿易協定法（United States-Singapore Free Trade Agreement Implementation Act）を可決し、ブッシュ大統領が署名して成立した。
- 2004年1月、アメリカとチリのFTAの締結。アメリカ政府（ブッシュ大統領・共和党）は、チリ政府とともに、アメリカとチリの間で商品・サービスの貿易の自由化、関税率を段階的に引き下げ最終的には撤廃する包括的な自由貿易協定に署名した。
- 2005年1月、アメリカとシンガポールのFTAの締結。アメリカ政府（ブッシュ大統領・共和党）は、シンガポール政府とともに、アメリカとシンガポールの間で商品・サービスの貿易の自由化、関税率を段階的に引き下げ最終的には撤廃する包括的な自由貿易協定に署名した。
- 2004年6月、シャーマン・反トラスト法の重罰化。アメリカ議会（上院・下院とも共和党が多数派）は、シャーマン・反トラスト法の刑罰を、法人に対する刑罰を罰金1000万ドル以下から1億ドル以下に、個人に対する刑罰を35万ドル以下の罰金から100万ドル以下の罰金に、3年以下の禁固から10年以下の禁固に重罰化する、2004年反トラスト法刑事罰強化法（Antitrust Criminal Penalty Enhancement and Reform Act of 2004）を可決し、ブッシュ大統領（共和党）が署名して成立した。
- 2005年1月、アメリカとドミニカ共和国と中央アメリカの自由貿易協定法を制定。アメリカ議会（上院・下院とも共和党が多数派）は、アメリカ、ドミニカ共和国、ホンジュラス、グアテマラ、エルサルバドル、ニカラグア、コスタリカの自由貿易を規定する、ドミニカ共和国と中央アメリカの自由貿易協定法（Dominican Republic-Central America-United States Free Trade Agreement Implementation Act）を可決し、ブッシュ大統領が署名して成立した。
- 2005年1月、アメリカとオーストラリアのFTAの締結。アメリカ政府（ブッシュ大統領・共和党）は、オーストラリア政府とともに、アメリカとモロッコの間で商品・サービスの貿易の自由化、関税率を段階的に引き下げ最終的には撤廃する包括的な自由貿易協定に署名した。
- 2005年12月、アメリカとモロッコのFTAの締結。アメリカ政府（ブッシュ大統領・共和党）は、モロッコ政府とともに、アメリカとモロッコの間で商品・サービスの貿易の自由化、関税率を段階的に引き下げ最終的には撤廃する包括的な自由貿易協定に署名した。
- 2006年4月、アメリカとコロンビアのFTAの締結。アメリカ政府（ブッシュ大統領・共和党）は、コロンビア政府とともに、アメリカとコロンビアの間で商品・サービスの貿易の自由化、関税率を段階的に引き下げ最終的には撤廃する包括的な自由貿易協定に署名した。
- 2006年4月、アメリカとペルーのFTAの締結。アメリカ政府（ブッシュ大統領・共和党）は、ペルー政府とともに、アメリカとペルーの間で商品・サービスの貿易の自由化、関税率を段階的に引き下げ最終的には撤廃する包括的な自由貿易協定に署名した。
- 2006年7月、アメリカとバーレーンのFTAの締結。アメリカ政府（ブッシュ大統領・共和党）は、バーレーン政府とともに、アメリカとバーレーンの間で商品・サービスの貿易の自由化、関税率を段階的に引き下げ最終的には撤廃する包括的な自由貿易協定に署名した。
- 2007年6月、アメリカと韓国のFTAの締結。アメリカ政府（ブッシュ大統領・共和党）は、韓国政府とともに、アメリカと韓国の間で商品・サービスの貿易の自由化、米を例外として関税率を段階的に引き下げ最終的には撤廃する、投資の促進のための法律・制度を整備する、包括的な自由貿易協定に署名した。
- 2007年6月、アメリカとパナマのFTAの締結。アメリカ政府（ブッシュ大統領・共和党）は、パナマ政府とともに、アメリカと韓国の間で商品・サービスの貿易の自由化、米を例外として関税率を段階的に引き下げ最終的には撤廃する、投資の促進のための法律・制度を整備する、包括的な自由貿易協定に署名した。
- 2008年10月、緊急経済安定化法の制定。アメリカ議会（上院・下院とも民主党が多数派）は、サブプライムローン問題やリーマン・ブラザーズの経営破綻に端を発するアメリカ発の世界的な金融不安に対処するため、最大約7000億ドルの公的資金を投入して、金融機関の不良資産を買い取ることを定めたものである。このほか、不良資産の買い取り価格を監視するための監視委員会の設置、制度を適用する金融機関の経営者報酬や退職金の制限、経営破綻した時の預金保証上限を一時的に10万ドルから25万ドルへ引き上げ、税制優遇措置の延長などが盛り込まれている。緊急経済安定化法が可決され、ブッシュ大統領（共和党）が署名して成立した。
- 2009年2月、2009年アメリカ復興・再投資法（通称　景気刺激策）の制定。アメリカ議会（上院・下院とも民主党が多数派）は、ARRAの主な目的は、2000年代後期の大不況に対応して、できるだけ早く雇用を維持・創出することであった。2次的な目的は、大不況でもっとも影響を受けた人々に一時的な救済策を提供し、社会基盤・教育・保健・再生可能エネルギーへ投資することであった。2009年アメリカ復興・再投資法は可決され、オバマ大統領（民主党）が署名して成立した。
- 2010年3月、患者保護並びに医療費負担適正化法（通称　2010年オバマケア法）の制定。アメリカ議会（上院・下院とも民主党が多数派）は、自由診療を基本とする医療制度の下、当時アメリカ国民の約6人に1人が未加入の状況を改善するため、従来の個人が民間の健康保険を購入する枠組みの中で、保険会社に価格が安く購入しやすい保険の提供や既往症などによる保険摘要の差別などの禁止あるいは緩和を課し、その代わり健康保険を購入していない個人には確定申告時に罰金（追加税）を科すことで今まで保険購入をためらっていた階層に購入を促す。また、公的医療保険がカバーする範囲を拡大させた。2010年オバマケア法は可決され、オバマ大統領（民主党）が署名して成立した。
- 2010年7月、ドッド＝フランク・ウォール街改革・消費者保護法（通称　金融規制改革法）の制定。アメリカ議会（上院・下院とも民主党が多数派）は、2000年代後期の大不況を受けて、再び金融危機の再発を防ぐために制定された。主な内容は、金融危機の再発防止を目的とした大規模金融機関に対する監督強化や高リスク取引の制限、住宅ローンや学生ローン等の消費者取引の規制強化である。金融規制改革法 は可決され、オバマ大統領（民主党）が署名して成立した。
- 2017年1月、TPP離脱　2016年11月の大統領選挙に当選したトランプ大統領（共和党）は、就任直後、ホワイトハウスのホームページで公式にTPPからの離脱を表明した。2017年1月23日、ドナルド・トランプ大統領は「永久に離脱する」と明記した大統領覚書に署名し、TPP離脱を決定した。2017年1月30日、TPP離脱の大統領覚書に伴い、米国通商代表部はTPP離脱を通知する書簡をTPP事務局を務めるニュージーランドと日本などTPP参加国11か国に送付した。
- 2017年12月、2017年税制改革法の制定。アメリカ議会（上院・下院とも共和党が多数派）は、1986年のレーガン政権以来となる大型の税制改革を実施するために制定された。主な内容は、 米国の法人税率は現行35％から21％に下がり、そのほか相続税の引き下げ、子供の税額控除拡大、企業が海外で得た利益への課税引き下げが行われた。また、オバマケアの個人加入義務が65歳未満のアメリカ人に対して無くなった。2017年税制改革法は可決され、トランプ大統領（共和党）が署名して成立した。
- 2018年9月、アメリカと韓国の改訂FTAの締結。アメリカ政府（トランプ大統領・共和党）は、韓国政府との間で、改訂FTAを締結した。主な内容は、米国側のトラック関税（25％）の撤廃期限を2021年から2041年に変更することや、米国の自動車安全基準（FMVSS）を満たす車についてはメーカーごとに年間5万台まで韓国の安全基準を満たすものとして韓国に輸出できるようにすることなど、自動車分野の合意事項が多く並んでいる[2]。
- 2018年10月、米国・メキシコ・カナダ協定の締結。アメリカ政府（トランプ大統領・共和党）は、カナダ政府とメキシコ政府との間の交渉によって締結された自由貿易協定である。この協定は、北米自由貿易協定と比較して、米国はカナダの190億ドルの乳製品市場へのアクセスを増加し、自動車やトラックの国内生産を促進し、環境と労働の規制を強化し、最新の知的財産保護を導入する。
- 2020年3月、コロナウイルス支援・救済・経済安全保障法（通称CARES法）の制定。アメリカ議会（上院は共和党、下院は民主党が多数派）は、新型コロナウイルス感染症流行による経済悪化に対応するために制定された。CARES法は可決され、トランプ大統領（共和党）が署名して成立した。主な内容は、従業員500人未満（宿泊・飲食業の場合、1事業所当たり500人未満）の中小企業に対する雇用維持を目的とするローン提供（予算額：3,490億ドル）、自営業者やフリーランサー等の対象者の拡大と給付期間延長や追加給付による失業給付の拡充（予算額:2,680億ドル）、個人や世帯に対する現金給付（大人1人当たり最大1,200ドル、子ども[17歳未満]1人当たり最大500ドル）（予算額:2,930億ドル）、航空会社や国家安全保障上重要な企業に対するローンの提供(予算額:460億ドル)であり、総額2兆ドルを超える予算が計上されている[3][4]。
- 2020年12月、2021年統合歳出法（通称CAA法）の制定。アメリカ議会（上院は共和党、下院は民主党が多数派）は、新型コロナウイルス感染症流行による経済悪化に引き続き対応するため、制定した。CAA法は可決され、トランプ大統領（共和党）が署名して成立した。主な内容は、個人・世帯に対する1人当たり600ドルの現金給付、中小企業に対するローン継続のローン対象項目（新型コロナ感染症から労働者を保護するための器具購入費用や、略奪・破壊行為で損害を受けた時の修理費等）と対象企業の追加、失業保険給付の延長や追加給付及び自営と雇用(給与)の双方で収入を得ている労働者を対象とした複合所得者失業給付(Mixed Earner Unemployment Compensation、MEUC)の創設であり、約9,000億ドルの予算が計上された[5][6]。
- 2021年3月、2021年米国救済計画法の制定。アメリカ議会（上下院とも民主党が多数派）は、新型コロナウイルス感染症流行による経済悪化に引き続き対応するため、制定した。ジョー・バイデン大統領（民主党）は反対の立場である共和党の法案成立の妨害を阻止し法案を通過させる為、歳出・歳入・財政赤字の変更に関する法案を迅速に審議することを可能にする「財政調整措置（リコンシリエーション）」を利用し、成立させた。またこの予算は約1兆9,000億ドル計上され、従来の個人向け現金給付や失業手当拡充延長だけでなく、新型コロナウイルスワクチン接種を促進する為、ワクチン接種場所の増加などソフト・ハードのインフラを整える費用が含まれている[7]。
- 2021年11月、インフラ投資雇用法の制定。超党派の上院議員グループらにより提出していたインフラ投資計画法案に基づき策定された法案に対して、アメリカ議会（上下院とも民主党が多数派）で可決され、ジョー・バイデン大統領（民主党）が署名して成立した。この法案では、今後5年間で新規にインフラ整備のために5,500億ドル支出することとなっている。主な内訳は、道路橋梁整備に1,100億ドル、旅客・貨物鉄道整備に660億ドル、全米50万カ所のEV（電気自動車）充電施設整備などに150億ドル。他に、非輸送部門インフラでは、主に水道整備に550億ドル、ブロードバンド網整備に650億ドル、バイデン政権が推し進める気候変動対策をにらみ、全米各地の電力グリッド網整備に650億ドルかけて行っていく[8]。
- 2022年8月、CHIPSおよび科学（CHIPSプラス）法案（通称半導体補助金法案）制定。中国との技術競争に対抗するため、アメリカ議会（上下院とも民主党が多数派）で可決され、ジョー・バイデン大統領（民主党）が署名して成立した。この法案により、産業界への資金援助を伴う半導体インセンティブ制度CHIPSに充当する予算として527億ドルが含総額約を含む2,800億ドルが予算に充てられる[9]。
- 2022年8月、インフレ削減法案の制定。アメリカ議会（上下院とも民主党が多数派）は、「米国雇用計画」と「米国家族計画」に基づき、中間層の支持を意識して、気候変動対策（クリーン生産設備・原子力発電、持続可能な航空燃料（SAF）、クリーン水素などの燃料エネルギー製造に対する税額控除と省エネ機器購入の一部還付）を主軸に公的医療保険の保険料に対する税額控除拡大、最低法人税率15％の導入、処方箋薬価の交渉権付与を与えるインフレ削減法案にジョー・バイデン大統領（民主党）が署名して成立した。但し、法案の名の通り、インフレ削減の効果があることについては限定的であるとの見方が強い[10][11]。

## アメリカの経済・財政・貿易統計
| 年度 | 大 統 領 | 上 院 | 下 院 | GDPと実質GDP成長率 | GDPと実質GDP成長率 | GDPと実質GDP成長率 | 1人当たりGDP | 1人当たりGDP | 政府支出 | 政府支出 | 政府支出 | 財政収支とGDP比率 | 財政収支とGDP比率 | 財政収支とGDP比率 | 財政収支とGDP比率 | 民間支出 | 民間支出 | 貿易収支とGDP比率 | 貿易収支とGDP比率 | 貿易収支とGDP比率 | 貿易収支とGDP比率 |
| 年度 | 大 統 領 | 上 院 | 下 院 | 名目               | 実質               | 成長               | 名目         | 実質         | 政府     | 連邦     | 州地     | 年度              | 累積              | 年度              | 累比              | 投資     | 消費     | 輸出              | 輸入              | 収支              | 比率              |
| --- | -------- | ----- | ----- | ------------------ | ------------------ | ------------------ | ------------ | ------------ | -------- | -------- | -------- | ----------------- | ----------------- | ----------------- | ----------------- | -------- | -------- | ----------------- | ----------------- | ----------------- | ----------------- |
| 1929 | 共       | 共    | 共    | 1,046              | 11,911             | NA                 | 858          | 9,775        | NA       | 31       | NA       | 7                 | NA                | NA                | NA                | 172      | 774      | 59                | 56                | 4                 | 0.4               |
| 1930 | 共       | 共    | 共    | 922                | 10,898             | -8.5               | 748          | 8,845        | NA       | 33       | NA       | 7                 | NA                | 0.8               | NA                | 114      | 701      | 44                | 41                | 3                 | 0.4               |
| 1931 | 共       | 共    | 共    | 774                | 10,200             | -6.4               | 623          | 8,211        | NA       | 36       | NA       | -5                | NA                | -0.5              | NA                | 65       | 607      | 29                | 29                | 0                 | 0.0               |
| 1932 | 共       | 共    | 共    | 595                | 8,884              | -12.9              | 476          | 7,105        | NA       | 47       | NA       | -27               | NA                | -4.0              | NA                | 18       | 487      | 20                | 19                | 0                 | 0.1               |
| 1933 | 民       | 民    | 民    | 572                | 8,774              | -1.2               | 455          | 6,985        | NA       | 46       | NA       | -26               | NA                | -4.5              | NA                | 23       | 459      | 20                | 19                | 1                 | 0.1               |
| 1934 | 民       | 民    | 民    | 668                | 9,723              | 10.8               | 528          | 7,685        | NA       | 65       | NA       | -36               | NA                | -5.8              | NA                | 43       | 515      | 26                | 22                | 3                 | 0.5               |
| 1935 | 民       | 民    | 民    | 742                | 10,588             | 8.9                | 583          | 8,315        | NA       | 64       | NA       | -28               | NA                | -4.0              | NA                | 74       | 559      | 28                | 30                | -2                | -0.3              |
| 1936 | 民       | 民    | 民    | 848                | 11,953             | 12.9               | 662          | 9,328        | NA       | 82       | NA       | -43               | NA                | -5.4              | NA                | 94       | 622      | 30                | 32                | -1                | -0.2              |
| 1937 | 民       | 民    | 民    | 930                | 12,565             | 5.1                | 721          | 9,741        | NA       | 76       | NA       | -25               | NA                | -2.5              | NA                | 130      | 668      | 40                | 40                | 1                 | 0.1               |
| 1938 | 民       | 民    | 民    | 874                | 12,149             | -3.3               | 672          | 9,346        | NA       | 68       | NA       | -5                | NA                | -0.1              | NA                | 79       | 643      | 38                | 28                | 10                | 1.1               |
| 1939 | 民       | 民    | 民    | 934                | 13,124             | 8                  | 713          | 10,014       | NA       | 91       | NA       | -34               | NA                | -3.1              | NA                | 102      | 672      | 40                | 31                | 8                 | 0.9               |
| 1940 | 民       | 民    | 民    | 1,029              | 14,281             | 8.8                | 779          | 10,811       | NA       | 95       | NA       | -35               | 507               | -3.0              | -51.6             | 146      | 713      | 49                | 34                | 15                | 1.4               |
| 1941 | 民       | 民    | 民    | 1,293              | 16,810             | 17.7               | 969          | 12,597       | NA       | 137      | NA       | -56               | 575               | -4.3              | -49.5             | 194      | 811      | 55                | 44                | 10                | 0.8               |
| 1942 | 民       | 民    | 民    | 1,660              | 19,985             | 18.9               | 1,231        | 14,825       | NA       | 351      | NA       | -213              | 792               | -13.9             | -53.6             | 118      | 890      | 44                | 46                | -3                | -0.2              |
| 1943 | 民       | 民    | 民    | 2,031              | 23,388             | 17                 | 1,485        | 17,102       | NA       | 786      | NA       | -556              | 1,426             | -29.6             | -77.3             | 74       | 999      | 40                | 63                | -22               | -1.1              |
| 1944 | 民       | 民    | 民    | 2,244              | 25,248             | 7.9                | 1,622        | 18,246       | NA       | 913      | NA       | -487              | 2,041             | -22.2             | -95.5             | 92       | 1,086    | 49                | 69                | -20               | -0.9              |
| 1945 | 民       | 民    | 民    | 2,280              | 25,001             | -1                 | 1,629        | 17,862       | NA       | 927      | NA       | -487              | 2,601             | -21.0             | -114.9            | 124      | 1,200    | 68                | 75                | -8                | -0.3              |
| 1946 | 民       | 民    | 民    | 2,275              | 22,099             | -11.6              | 1,609        | 15,627       | NA       | 552      | NA       | -170              | 2,710             | -7.0              | -118.9            | 331      | 1,442    | 142               | 70                | 72                | 3.2               |
| 1947 | 民       | 共    | 共    | 2,496              | 21,846             | -1.1               | 1,732        | 15,158       | NA       | 345      | NA       | 29                | 2,571             | 1.7               | -107.6            | 371      | 1,619    | 187               | 79                | 108               | 4.3               |
| 1948 | 民       | 共    | 共    | 2,745              | 22,746             | 4.1                | 1,872        | 15,514       | 452      | 298      | 154      | 105               | 2,520             | 4.5               | -96.2             | 503      | 1,749    | 155               | 101               | 55                | 2.0               |
| 1949 | 民       | 民    | 民    | 2,725              | 22,619             | -0.6               | 1,826        | 15,158       | 565      | 388      | 176      | -7                | 2,526             | 0.2               | -91.4             | 391      | 1,783    | 145               | 92                | 52                | 1.9               |
| 1950 | 民       | 民    | 民    | 2,998              | 24,585             | 8.7                | 1,977        | 16,211       | 630      | 426      | 204      | -47               | 2,569             | -1.1              | -92.2             | 565      | 1,920    | 124               | 116               | 7                 | 0.2               |
| 1951 | 民       | 民    | 民    | 3,469              | 26,563             | 8                  | 2,248        | 17,213       | 673      | 455      | 218      | 43                | 2,553             | 1.9               | -78.1             | 628      | 2,083    | 171               | 146               | 25                | 0.7               |
| 1952 | 民       | 民    | 民    | 3,673              | 27,648             | 4.1                | 2,340        | 17,612       | 911      | 677      | 234      | -34               | 2,591             | -0.4              | -72.6             | 573      | 2,193    | 165               | 153               | 12                | 0.3               |
| 1953 | 共       | 共    | 共    | 3,892              | 28,944             | 4.7                | 2,439        | 18,138       | 1,007    | 761      | 246      | -83               | 2,660             | -1.7              | -69.6             | 604      | 2,327    | 153               | 160               | -7                | -0.2              |
| 1954 | 共       | 共    | 共    | 3,905              | 28,777             | -0.6               | 2,405        | 17,721       | 980      | 709      | 271      | -28               | 2,708             | -0.3              | -70.0             | 581      | 2,396    | 158               | 154               | 4                 | 0.1               |
| 1955 | 共       | 民    | 民    | 4,255              | 30,830             | 7.1                | 2,574        | 18,651       | 988      | 684      | 303      | -41               | 2,744             | -0.7              | -67.5             | 738      | 2,583    | 177               | 172               | 5                 | 0.1               |
| 1956 | 共       | 民    | 民    | 4,494              | 31,488             | 2.1                | 2,671        | 18,717       | 1,037    | 706      | 330      | 25                | 2,727             | 0.9               | -62.2             | 777      | 2,711    | 213               | 189               | 24                | 0.5               |
| 1957 | 共       | 民    | 民    | 4,740              | 32,151             | 2.1                | 2,768        | 18,773       | 1,127    | 766      | 362      | 26                | 2,723             | 0.7               | -58.8             | 765      | 2,863    | 240               | 199               | 41                | 0.9               |
| 1958 | 共       | 民    | 民    | 4,812              | 31,912             | -0.7               | 2,763        | 18,323       | 1,227    | 824      | 403      | -33               | 2,797             | -0.6              | -59.1             | 709      | 2,956    | 206               | 200               | 5                 | 0.1               |
| 1959 | 共       | 民    | 民    | 5,217              | 34,124             | 6.9                | 2,945        | 19,265       | 1,353    | 921      | 432      | -121              | 2,875             | -2.5              | -57.0             | 857      | 3,171    | 227               | 223               | 4                 | 0.1               |
| 1960 | 共       | 民    | 民    | 5,424              | 35,003             | 2.6                | 3,001        | 19,367       | 1,379    | 922      | 457      | 5                 | 2,905             | 0.1               | -54.4             | 865      | 3,312    | 270               | 228               | 42                | 0.8               |
| 1961 | 民       | 民    | 民    | 5,622              | 35,901             | 2.6                | 3,060        | 19,540       | 1,471    | 977      | 494      | -38               | 2,926             | -0.6              | -53.5             | 866      | 3,415    | 276               | 227               | 49                | 0.9               |
| 1962 | 民       | 民    | 民    | 6,039              | 38,101             | 6.1                | 3,237        | 20,422       | 1,600    | 1,068    | 532      | -59               | 3,029             | -1.2              | -51.7             | 970      | 3,626    | 291               | 250               | 41                | 0.7               |
| 1963 | 民       | 民    | 民    | 6,375              | 39,761             | 4.4                | 3,367        | 21,002       | 1,682    | 1,113    | 569      | -40               | 3,103             | -0.8              | -50.2             | 1,033    | 3,820    | 311               | 261               | 49                | 0.8               |
| 1964 | 民       | 民    | 民    | 6,845              | 42,053             | 5.8                | 3,566        | 21,909       | 1,799    | 1,185    | 613      | -65               | 3,161             | -0.9              | -47.8             | 1,122    | 4,106    | 350               | 281               | 69                | 1.0               |
| 1965 | 民       | 民    | 民    | 7,423              | 44,786             | 6.5                | 3,819        | 23,042       | 1,847    | 1,182    | 665      | -16               | 3,223             | -0.2              | -45.4             | 1,296    | 4,430    | 371               | 315               | 56                | 0.8               |
| 1966 | 民       | 民    | 民    | 8,134              | 47,739             | 6.6                | 4,137        | 24,280       | 2,075    | 1,345    | 730      | -31               | 3,285             | -0.5              | -42.1             | 1,442    | 4,799    | 409               | 371               | 39                | 0.5               |
| 1967 | 民       | 民    | 民    | 8,600              | 49,049             | 2.7                | 4,327        | 24,679       | 2,373    | 1,575    | 798      | -126              | 3,404             | -1.0              | -40.7             | 1,427    | 5,067    | 435               | 399               | 36                | 0.4               |
| 1968 | 民       | 民    | 民    | 9,407              | 51,459             | 4.9                | 4,686        | 25,635       | 2,673    | 1,781    | 892      | -277              | 3,687             | -2.8              | -41.1             | 1,569    | 5,569    | 479               | 466               | 14                | 0.1               |
| 1969 | 共       | 民    | 民    | 10,176             | 53,066             | 3.1                | 5,019        | 26,173       | 2,845    | 1,836    | 1,008    | -5                | 3,658             | 0.3               | -37.3             | 1,736    | 6,036    | 519               | 505               | 14                | 0.1               |
| 1970 | 共       | 民    | 民    | 10,733             | 53,164             | 0.2                | 5,233        | 25,921       | 3,037    | 1,956    | 1,081    | -87               | 3,809             | -0.3              | -36.4             | 1,700    | 6,467    | 597               | 558               | 39                | 0.4               |
| 1971 | 共       | 民    | 民    | 11,649             | 54,914             | 3.3                | 5,609        | 26,442       | 3,321    | 2,102    | 1,220    | -261              | 4,082             | -2.1              | -36.6             | 1,968    | 6,999    | 630               | 623               | 6                 | 0.1               |
| 1972 | 共       | 民    | 民    | 12,791             | 57,800             | 5.3                | 6,093        | 27,533       | 3,631    | 2,307    | 1,324    | -261              | 4,359             | -1.9              | -35.8             | 2,281    | 7,682    | 708               | 742               | -34               | -0.3              |
| 1973 | 共       | 民    | 民    | 14,254             | 61,064             | 5.6                | 6,725        | 28,810       | 3,865    | 2,457    | 1,408    | -152              | 4,663             | -1.1              | -34.5             | 2,669    | 8,496    | 953               | 912               | 41                | 0.3               |
| 1974 | 共       | 民    | 民    | 15,452             | 60,734             | -0.5               | 7,224        | 28,393       | 4,277    | 2,694    | 1,583    | -72               | 4,839             | -0.4              | -32.6             | 2,745    | 9,302    | 1,267             | 1,275             | -8                | -0.1              |
| 1975 | 共       | 民    | 民    | 16,849             | 60,609             | -0.2               | 7,801        | 28,061       | 5,114    | 3,323    | 1,790    | -541              | 5,419             | -3.3              | -33.7             | 2,573    | 10,305   | 1,387             | 1,227             | 160               | 0.9               |
| 1976 | 共       | 民    | 民    | 18,734             | 63,874             | 5.4                | 8,590        | 29,288       | 5,715    | 3,718    | 1,997    | -694              | 6,290             | -4.1              | -35.2             | 3,232    | 11,477   | 1,495             | 1,511             | -16               | -0.1              |
| 1977 | 民       | 民    | 民    | 20,818             | 66,828             | 4.6                | 9,450        | 30,335       | 6,205    | 4,092    | 2,113    | -499              | 7,064             | -2.7              | -34.9             | 3,966    | 12,740   | 1,593             | 1,824             | -231              | -1.1              |
| 1978 | 民       | 民    | 民    | 23,516             | 70,527             | 5.5                | 10,563       | 31,680       | 6,847    | 4,587    | 2,260    | -554              | 7,766             | -2.6              | -34.2             | 4,784    | 14,223   | 1,869             | 2,123             | -254              | -1.1              |
| 1979 | 民       | 民    | 民    | 26,273             | 72,760             | 3.2                | 11,672       | 32,324       | 7,531    | 5,040    | 2,491    | -396              | 8,295             | -1.6              | -32.3             | 5,397    | 15,854   | 2,301             | 2,527             | -225              | -0.9              |
| 1980 | 民       | 民    | 民    | 28,573             | 72,573             | -0.3               | 12,547       | 31,868       | 8,683    | 5,909    | 2,774    | -731              | 9,090             | -2.6              | -32.6             | 5,301    | 17,507   | 2,808             | 2,938             | -131              | -0.5              |
| 1981 | 共       | 共    | 民    | 32,070             | 74,415             | 2.5                | 13,943       | 32,353       | 9,816    | 6,782    | 3,034    | -739              | 9,948             | -2.5              | -31.8             | 6,312    | 19,340   | 3,052             | 3,178             | -125              | -0.4              |
| 1982 | 共       | 共    | 民    | 33,438             | 73,073             | -1.8               | 14,399       | 31,467       | 10,785   | 7,457    | 3,327    | -1,206            | 11,373            | -3.9              | -34.3             | 5,810    | 20,713   | 2,832             | 3,032             | -200              | -0.6              |
| 1983 | 共       | 共    | 民    | 36,340             | 76,423             | 4.6                | 15,508       | 32,613       | 11,711   | 8,084    | 3,627    | -2,077            | 13,717            | -5.9              | -38.8             | 6,375    | 22,816   | 2,770             | 3,286             | -516              | -1.4              |
| 1984 | 共       | 共    | 民    | 40,376             | 81,953             | 7.2                | 17,080       | 34,668       | 12,401   | 8,518    | 3,883    | -1,853            | 15,646            | -4.7              | -39.6             | 8,201    | 24,923   | 3,024             | 4,051             | -1,027            | -2.5              |
| 1985 | 共       | 共    | 民    | 43,390             | 85,370             | 4.2                | 18,192       | 35,793       | 13,728   | 9,463    | 4,265    | -2,215            | 18,174            | -5.0              | -42.6             | 8,297    | 27,128   | 3,032             | 4,172             | -1,140            | -2.6              |
| 1986 | 共       | 共    | 民    | 45,796             | 88,326             | 3.5                | 19,028       | 36,699       | 14,559   | 9,904    | 4,655    | -2,379            | 21,205            | -4.9              | -46.8             | 8,491    | 28,863   | 3,210             | 4,529             | -1,319            | -2.9              |
| 1987 | 共       | 民    | 民    | 48,552             | 91,377             | 3.5                | 19,993       | 37,628       | 15,128   | 10,040   | 5,088    | -1,684            | 23,460            | -3.1              | -49.2             | 8,922    | 30,763   | 3,639             | 5,087             | -1,448            | -3.0              |
| 1988 | 共       | 民    | 民    | 52,364             | 95,194             | 4.2                | 21,368       | 38,845       | 16,127   | 10,644   | 5,483    | -1,923            | 26,011            | -3.0              | -50.6             | 9,370    | 33,300   | 4,446             | 5,540             | -1,094            | -2.1              |
| 1989 | 共       | 民    | 民    | 56,416             | 98,690             | 3.7                | 22,805       | 39,894       | 17,380   | 11,437   | 5,942    | -2,054            | 28,678            | -2.7              | -51.6             | 9,997    | 35,768   | 5,043             | 5,910             | -867              | -1.5              |
| 1990 | 共       | 民    | 民    | 59,631             | 100,551            | 1.9                | 23,835       | 40,191       | 19,052   | 12,530   | 6,523    | -2,776            | 32,063            | -3.7              | -54.4             | 9,934    | 38,090   | 5,519             | 6,297             | -779              | -1.3              |
| 1991 | 共       | 民    | 民    | 61,581             | 100,442            | -0.1               | 24,290       | 39,618       | 20,358   | 13,242   | 7,116    | -3,214            | 35,982            | -4.4              | -59.1             | 9,443    | 39,434   | 5,949             | 6,235             | -286              | -0.5              |
| 1992 | 共       | 民    | 民    | 65,203             | 103,980            | 3.5                | 25,379       | 40,472       | 21,506   | 13,815   | 7,690    | -3,404            | 40,018            | -4.5              | -62.4             | 10,130   | 41,976   | 6,331             | 6,678             | -347              | -0.5              |
| 1993 | 民       | 民    | 民    | 68,586             | 106,842            | 2.7                | 26,350       | 41,048       | 22,082   | 14,094   | 7,989    | -3,004            | 43,510            | -3.8              | -64.2             | 11,068   | 44,520   | 6,548             | 7,200             | -652              | -1.0              |
| 1994 | 民       | 民    | 民    | 72,872             | 111,146            | 4                  | 27,660       | 42,188       | 22,989   | 14,618   | 8,371    | -2,588            | 46,433            | -2.8              | -64.7             | 12,565   | 47,210   | 7,209             | 8,134             | -925              | -1.3              |
| 1995 | 民       | 共    | 共    | 76,397             | 114,130            | 2.7                | 28,658       | 42,812       | 24,005   | 15,157   | 8,848    | -2,264            | 49,206            | -2.2              | -65.1             | 13,175   | 49,626   | 8,128             | 9,026             | -898              | -1.2              |
| 1996 | 民       | 共    | 共    | 80,731             | 118,436            | 3.8                | 29,932       | 43,911       | 24,710   | 15,605   | 9,105    | -1,740            | 51,815            | -1.4              | -65.2             | 14,321   | 52,446   | 8,676             | 9,640             | -964              | -1.2              |
| 1997 | 民       | 共    | 共    | 85,776             | 123,703            | 4.4                | 31,424       | 45,319       | 25,523   | 16,011   | 9,512    | -1,032            | 53,692            | -0.3              | -63.5             | 15,956   | 55,368   | 9,538             | 10,558            | -1,020            | -1.2              |
| 1998 | 民       | 共    | 共    | 90,628             | 129,249            | 4.5                | 32,818       | 46,803       | 26,425   | 16,525   | 9,900    | -299              | 54,782            | 0.8               | -61.3             | 17,367   | 58,772   | 9,530             | 11,157            | -1,627            | -1.8              |
| 1999 | 民       | 共    | 共    | 96,312             | 135,438            | 4.8                | 34,480       | 48,487       | 27,607   | 17,018   | 10,588   | 19                | 56,055            | 1.3               | -59.1             | 18,871   | 62,838   | 9,929             | 12,525            | -2,596            | -2.7              |
| 2000 | 民       | 共    | 共    | 102,510            | 140,960            | 4.1                | 36,300       | 49,916       | 29,227   | 17,890   | 11,338   | 864               | 56,287            | 2.3               | -55.6             | 20,384   | 67,672   | 10,961            | 14,772            | -3,811            | -3.7              |
| 2001 | 共       | 共    | 共    | 105,819            | 142,307            | 1                  | 37,100       | 49,893       | 30,961   | 18,628   | 12,332   | -324              | 57,699            | 1.2               | -54.8             | 19,348   | 70,738   | 10,268            | 14,036            | -3,767            | -3.6              |
| 2002 | 共       | 共    | 共    | 109,291            | 144,727            | 1.7                | 37,954       | 50,260       | 33,429   | 20,109   | 13,320   | -3,174            | 61,984            | -1.5              | -57.2             | 19,304   | 73,489   | 9,980             | 14,377            | -4,397            | -4.0              |
| 2003 | 共       | 共    | 共    | 114,565            | 148,773            | 2.8                | 39,420       | 51,191       | 35,665   | 21,599   | 14,066   | -5,384            | 67,600            | -3.3              | -59.9             | 20,271   | 77,407   | 10,352            | 15,571            | -5,220            | -4.6              |
| 2004 | 共       | 共    | 共    | 122,172            | 154,498            | 3.8                | 41,660       | 52,683       | 37,463   | 22,928   | 14,534   | -5,680            | 73,547            | -3.4              | -61.1             | 22,813   | 82,320   | 11,764            | 18,105            | -6,341            | -5.2              |
| 2005 | 共       | 共    | 共    | 130,392            | 159,880            | 3.5                | 44,052       | 54,014       | 39,995   | 24,720   | 15,276   | -4,936            | 79,053            | -2.5              | -61.6             | 25,347   | 87,691   | 13,016            | 20,415            | -7,399            | -5.7              |
| 2006 | 共       | 共    | 共    | 138,156            | 164,331            | 2.8                | 46,234       | 54,994       | 42,571   | 26,551   | 16,021   | -4,345            | 84,514            | -1.8              | -62.0             | 27,010   | 92,772   | 14,702            | 22,566            | -7,865            | -5.7              |
| 2007 | 共       | 民    | 民    | 144,742            | 167,624            | 2                  | 47,976       | 55,560       | 44,343   | 27,287   | 17,056   | -3,422            | 89,507            | -1.1              | -62.6             | 26,730   | 97,466   | 16,593            | 23,952            | -7,359            | -5.1              |
| 2008 | 共       | 民    | 民    | 147,699            | 167,815            | 0.1                | 48,498       | 55,103       | 48,048   | 29,825   | 18,223   | -6,418            | 99,861            | -3.1              | -67.5             | 24,776   | 100,501  | 18,353            | 25,762            | -7,409            | -5.0              |
| 2009 | 民       | 民    | 民    | 144,781            | 163,491            | -2.6               | 47,123       | 53,213       | 53,962   | 35,177   | 18,785   | -15,497           | 118,759           | -9.8              | -82.1             | 19,297   | 98,912   | 15,828            | 20,019            | -4,192            | -2.9              |
| 2010 | 民       | 民    | 民    | 150,490            | 167,898            | 2.7                | 48,570       | 54,188       | 53,384   | 34,571   | 18,813   | -13,714           | 135,288           | -8.7              | -90.9             | 21,655   | 102,603  | 18,572            | 23,896            | -5,323            | -3.5              |
| 2011 | 民       | 民    | 共    | 155,997            | 170,524            | 1.6                | 49,952       | 54,604       | 54,942   | 36,031   | 18,911   | -13,668           | 147,642           | -8.4              | -95.5             | 23,326   | 106,989  | 21,159            | 26,955            | -5,796            | -3.7              |
| 2012 | 民       | 民    | 共    | 162,540            | 174,428            | 2.3                | 51,645       | 55,422       | 54,590   | 35,266   | 19,324   | -11,385           | 160,509           | -6.7              | -99.6             | 26,218   | 110,474  | 22,177            | 27,693            | -5,516            | -3.4              |
| 2013 | 民       | 民    | 共    | 168,807            | 178,122            | 2.1                | 53,235       | 56,173       | 54,388   | 34,549   | 19,839   | -7,192            | 167,194           | -4.1              | -100.2            | 28,383   | 113,882  | 22,879            | 27,664            | -4,785            | -2.8              |
| 2014 | 民       | 民    | 共    | 176,081            | 182,617            | 2.5                | 55,094       | 57,139       | 55,301   | 35,063   | 20,238   | -5,143            | 177,945           | -2.8              | -102.1            | 30,740   | 118,745  | 23,785            | 28,874            | -5,089            | -2.9              |
| 2015 | 民       | 共    | 共    | 182,950            | 187,996            | 2.9                | 56,797       | 58,364       | 57,809   | 36,919   | 20,891   | -4,693            | 181,201           | -2.4              | -99.8             | 32,885   | 122,974  | 22,706            | 27,949            | -5,243            | -2.9              |
| 2016 | 民       | 共    | 共    | 188,049            | 191,417            | 1.8                | 57,931       | 58,968       | 60,133   | 38,526   | 21,607   | -6,202            | 195,395           | -3.1              | -104.8            | 32,783   | 127,268  | 22,356            | 27,388            | -5,033            | -2.7              |
| 2017 | 共       | 共    | 共    | 196,121            | 196,121            | 2.5                | 60,002       | 60,002       | 62,109   | 39,816   | 22,292   | -7,149            | 202,057           | -3.4              | -104.3            | 34,677   | 132,906  | 23,883            | 29,316            | -5,433            | -2.8              |
| 2018 | 共       | 共    | 共    | 206,565            | 201,939            | 3                  | 62,825       | 61,418       | 64,171   | 41,090   | 23,081   | -7,852            | 214,623           | -3.8              | -105.0            | 37,248   | 139,344  | 25,381            | 31,312            | -5,931            | -2.9              |
| 2019 | 共       | 共    | 民    | 215,214            | 206,921            | 2.5                | 65,115       | 62,606       | 68,780   | 44,470   | 24,310   | -9,913            | 226,695           | -4.6              | -106.6            | 38,924   | 144,176  | 25,385            | 31,170            | -5,785            | -2.7              |
| 2020 | 共       | 共    | 民    | 213,230            | 202,341            | -2.2               | 64,265       | 60,983       | 88,838   | 65,536   | 23,302   | -31,423           | 269,025           | -14.7             | -126.3            | 37,484   | 142,062  | 21,501            | 27,765            | -6,264            | -2.9              |
| 2021 | 民       | 民    | 民    | 235,940            | 214,077            | 5.8                | 70,988       | 64,410       | 91,000   | 68,225   | 22,776   | -27,238           | 283,856           | -12.1             | -123.8            | 42,163   | 160,430  | 25,500            | 34,083            | -8,582            | -3.6              |
| 2022 | 民       | 民    | 民    | 257441.08          | 218,220            | 1.9                | 77178        | 65,420       | 88,953   | 62,733   | 26,220   | -13,607           | 308,386           | -5.4              | -121.9            | 47,566   | 175,117  | 29,950            | 39,662            | -9,711            | -3.8              |
| 2023 | 民       | 民    | 共    | 273609.35          | 223,769            | 2.5                | 81624        | 66,755       | 90,129   | 61,347   | 28,783   | -16,664           | 329,890           | -6.3              | -122.3            | 48,439   | 185,706  | 30,272            | 38,259            | -7,987            | -2.9              |
| 2024 | 民       | 民    | 共    | －                 | －                 | －                 | －           | －           | －       | 69,409   | －       | -17,875           | 351,079           | -6.6              | -124.3            | －       | －       | －                | －                | －                | －                |
| 2025 | －       | －    | －    | －                 | －                 | －                 | －           | －           | －       | 72,660   | －       | -16,694           | 370,964           | -6.1              | -126.4            | －       | －       | －                | －                | －                | －                |
| 2026 | －       | －    | －    | －                 | －                 | －                 | －           | －           | －       | 74,194   | －       | -14,101           | 390,396           | -5.1              | -127.8            | －       | －       | －                | －                | －                | －                |
| 2027 | －       | －    | －    | －                 | －                 | －                 | －           | －           | －       | 76,966   | －       | -13,464           | 407,875           | -4.7              | -128.2            | －       | －       | －                | －                | －                | －                |
| 2028 | －       | －    | －    | －                 | －                 | －                 | －           | －           | －       | 80,825   | －       | -13,925           | 424,609           | -4.7              | -128.2            | －       | －       | －                | －                | －                | －                |
| 2029 | －       | －    | －    | －                 | －                 | －                 | －           | －           | －       | 83,128   | －       | -12,679           | 441,649           | -4.3              | -128.0            | －       | －       | －                | －                | －                | －                |
| 年度 | 大 統 領 | 上 院 | 下 院 | 名目               | 実質               | 成長               | 名目         | 実質         | 政府     | 連邦     | 州地     | 年度              | 累積              | 年比              | 累比              | 投資     | 消費     | 輸出              | 輸入              | 収支              | 比率              |
| 年度 | 大 統 領 | 上 院 | 下 院 | GDPと実質GDP成長率 | GDPと実質GDP成長率 | GDPと実質GDP成長率 | 1人当たりGDP | 1人当たりGDP | 政府支出 | 政府支出 | 政府支出 | 財政収支とGDP比率 | 財政収支とGDP比率 | 財政収支とGDP比率 | 財政収支とGDP比率 | 民間支出 | 民間支出 | 貿易収支とGDP比率 | 貿易収支とGDP比率 | 貿易収支とGDP比率 | 貿易収支とGDP比率 |
| - 表記する項目の意味。 - 大統領は大統領の所属政党、上院は上院の多数議席政党、下院は下院の多数議席政党。 - 名目GDP、政府支出、民間支出、年度・累積財政収支、輸出・輸入・貿易収支はその年度の通貨値。 - 年比・累比は年度と累積の財政収支額のGDPに対する比率。 - 輸出・輸入は財とサービスの合計値。 - 実質GDPは2017年度の通貨値を基準として通価値の変動を補正した数値。 - 年度財政収支、累積財政収支はその年度の通貨値。 - 政府は連邦政府支出＋州政府＋地方自治体の支出の合計。 - 州地は州政府と地方自治体の支出の合計。 - －はデータ未定を意味する。 - 表記の単位・精度 - GDP、政府支出、輸出・輸入・貿易収支、年度・累積財政収支は1億ドル単位で表記した。 - 人口一人あたりGDPは1ドル単位で表記した。 - 比率は%、小数1位まで表記した。 - 2024-2029年度は推計値。 - 備考 - 会計年度は前年10月-当年9月（2024会計年度は2023年10月-2024年9月）である。 - 会計年度の政府予算は会計年度開始前の9月までに議会が発議・審議・票決する。 - 当該会計年度の政府予算の追加予算は当該会計年度の年度中に議会が発議・審議・票決する。 - 資料の引用元・出典 - 経済統計の資料は商務省の経済分析局の国民経済統計の国民所得と生産高統計の資料から引用した。 - 国民所得と生産高統計の資料。 - 名目GDP、消費・投資、輸出・輸入・貿易収支は Table 1.1.5. Gross Domestic Product。 - 実質GDPは Table 1.1.6. Real Gross Domestic Product Chained Dollars。 - 実質GDP成長率は Table 1.1.1. Percent Change From Preceding Period in Real Gross Domestic Product。 - 名目・実質の国民一人当たりGDPは Gross domestic product per capita (A939RC0A052NBEA)。 - 政府予算統計の資料は大統領府行政予算管理局の2025会計年度の連邦政府予算のHistorical Tablesから引用した。 - 1940-2023年の連邦政府の分野別支出は Table 3.1—Outlays by Superfunction and Function。 - 1929-1939年の連邦政府の支出は Table 1.1—Summary of Receipts, Outlays, and Surpluses or Deficits (-)。 - 1940-1947年の連邦政府の支出は Table 3.1—Outlays by Superfunction and Function。 - 1948年以後の政府の総支出、連邦・地方政府の支出は Table 14.2—Total Government Expenditures。 - 年度財政収支は Table 1.1—Summary of Receipts, Outlays, and Surpluses or Deficits (-)。 - 1930-1939年の年度財政収支のGDPに対する比率は Table 1.2—Summary of Receipts, Outlays, and Surpluses or Deficits (-) as Percentages of GDP。 - 1940年以後の年度財政収支のGDPに対する比率は Table 1.3—Summary of Receipts, Outlays, and Surpluses or Deficits (-) in Current Dollars, Constant (FY 2012) Dollars, and as Percentages of GDP。 - 累積財政収支とGDPに対する比率は Table 7.1—Federal Debt at the End of Year - 大統領選挙の結果は、United States Presidential Election Results - 上院議員選挙の結果は、Party Division in the Senate 1789-Present - 下院議員選挙の結果は、United States House of Representatives |          |       |       |                    |                    |                    |              |              |          |          |          |                   |                   |                   |                   |          |          |                   |                   |                   |                   |

## アメリカの経済と経済政策の傾向
- アメリカの対外政策は政治・経済・軍事・科学・技術の各分野において、自国の帝国主義的・覇権主義的な利益ために、自国と相手国の国力、自国と相手国の国内と対外関係の状況により、相手国に対する姿勢に多重基準を適用するパワーポリティックスであり、ソ連・ロシア、中国、インドなどの超大国・潜在的超大国に対してはアメリカと同格の超大国として対等な交渉・関係を形成し、日本、ドイツ、イギリス、フランス、ブラジル、メキシコなどの大国に対しては、アメリカと同格ではなくアメリカより国力は小さいが国際的な大国として、中小規模の国に対する姿勢と比較すれば、非対等性・一方性が比較的小さい交渉・関係を形成し、中小規模の国に対する姿勢は、非対等性・一方性・収奪性・支配性が比較的大きい交渉・関係を形成し、イスラエル、サウジアラビアに対しては他国とは異なる特別の交渉・関係を形成してきた。
- アメリカ政府・議会はアメリカの政治的・経済的・軍事的な権益に敵対するとみなした国に対しては、過去には日本、ドイツ、ソ連、東ドイツ、ポーランド、ハンガリー、チェコスロバキア、ブルガリア、ルーマニア、リビア、中国、ベトナムに対して経済制裁を実施し、2024年4月時点ではアフガニスタン、バルカン半島諸国、ベラルーシ、ミャンマー、中央アフリカ共和国、キューバ、コンゴ民主共和国、エチオピア、香港、イラン、イラク、レバノン、、リビア、マリ、ニカラグア、北朝鮮、ソマリア、スーダン、ダルフール、南スーダン、シリア、ロシア、ウクライナ（ロシア占領地域）、ベネズエラ、ヨルダン、イエメンに対して経済制裁を実施中である[13]。
- アメリカの実質GDP成長率は1930-2023年の94年間中の76年間はプラス成長、18年間はマイナス成長である。1992年-2008年は17年連続でプラス成長であった。そして、世界金融危機最中であった2009年はマイナス成長であったが、2010年-2019年は10年連続でプラス成長していた。2020年は、2019年コロナウイルス感染症流行による経済悪化を受けてマイナス成長であったが、2021年以降は2019年コロナウイルス感染症流行による経済悪化に対する経済支援策をしていたことから、プラス成長である。
- アメリカの実質の国民一人あたりGDP成長率は1930年-2023年の94年間中、74年間はプラス成長、20年間はマイナス成長である。貿易収支が赤字に転じた1976年-2023年の48年間中の42年間はプラス成長、6年間はマイナス成長である。2014-2023年度の10年間中の9年間はプラス成長、1年間はマイナス成長である。
- アメリカの累積財政収支は1940年-2023年の84年間中の全年度が赤字である。累積財政赤字のGDPに対する比率が最大だった年度と赤字率は2020年の-126.3%である。
- アメリカの年度財政収支は1940年-2023年の84年間中の8年間は黒字、76年間は赤字である。年度財政赤字のGDPに対する比率が最大だった年度と赤字率は1943年の-29.6%である。
- アメリカの民間投資は1930年-2023年の94年間中の69年間はプラス成長、25年間はマイナス成長である。貿易収支が赤字に転じた1976年-2023年の48年間中の37年間はプラス成長、11年間はマイナス成長である。2014-2023年度の10年間中の8年間はプラス成長、2年間はマイナス成長である。
- アメリカの民間消費は1930年-2023年の94年間中の87年間はプラス成長、7年間はマイナス成長である。貿易収支が赤字に転じた1976年-2023年の48年間中の46年間はプラス成長、2年間はマイナス成長である。2014-2023年度の10年間中の9年間はプラス成長、1年間はマイナス成長である。
- アメリカの貿易収支は1929年-2023年の95年間中の38年間は黒字、57年間は赤字である。貿易収支が赤字に転じた1976年-2023年は46年間連続で赤字である。貿易赤字のGDPに対する比率が最大だった年度と赤字率は2005・2006年度の-5.7%である。
- アメリカの輸出は1930年-2023年の94年間中の73年間はプラス成長、21年間はマイナス成長である。貿易収支が赤字に転じた1976年-2023年の48年間中の39年間はプラス成長、9年間はマイナス成長である。2014-2023年度の10年間中の7年間はプラス成長、3年間はマイナス成長である。
- アメリカの輸入は1930年-2023年の94年間中の74年間はプラス成長、20年間はマイナス成長である。貿易収支が赤字に転じた1976年-2023年の48年間中の38年間はプラス成長、10年間はマイナス成長である。2014-2023年度の10年間中の5年間はプラス成長、5年間はマイナス成長である。
- 1930-2023年のアメリカの経済規模・政府支出規模・通貨供給量は長期的に拡大し、名目通貨価値の購買力は長期的に低下しているので、経済や財政の統計を今年度の名目通貨額で表記すると大部分の項目は史上最大額または史上最大額に近い数値になる。財政収支・貿易収支の歴史的推移を検証する場合に、各年度の名目通貨額を直接比較することは適切な検証方法ではなく、1930-2023年の政府支出とGDPに対する財政収支と貿易収支の比率とその長期的な推移を検証することが適切な検証方法である。
- 2023会計年度のアメリカの名目GDPに対する連邦政府支出の比率は22.4%、州政府と地方自治体の支出の比率は10.5%、政府経済（連邦政府の支出＋州政府と地方自治体の支出）の比率は32.9%であり、民間経済の比率は67.1%である。GDPに対する政府経済の比率が32.9%であることを、国の経済に対する政府の機能が大きな政府とみなすか小さな政府とみなすかは、国の経済と政府の関係に対する考え方により差異がある。
また、2020会計年度と2021年会計年度では、2019年コロナウイルス感染症流行による経済悪化に対して、連邦政府が経済支援策（前述のコロナウイルス支援・救済・経済安全保障法（通称CARES法）、2021年統合歳出法、2021年米国救済計画法）を行ったため、両会計年度の政府経済の比率は4割前後であった（2020年会計年度は、政府経済:41.7%、連邦政府支出:30.7%、州政府と地方自治体：10.9%　2021年会計年度は、政府経済:38.6%、連邦政府支出:28.9%、州政府と地方自治体：9.7%）。

### アメリカの法律
- 飛田茂雄『英米法律情報辞典』研究社
- 田中英夫『BASIC英米法辞典』東京大学出版会
- 田中英夫『英米法総論』東京大学出版会
- 望月礼二郎『英米法』青林書院
- 田中英夫『法形成過程　英米法研究』東京大学出版会
- 田中英夫『デュー・プロセス　英米法研究』東京大学出版会
- 伊藤正己、木下毅『アメリカ法入門』日本評論社
- 鴻常夫、北沢正啓『英米商事法辞典』商事法務研究会
- 樋口範雄『アメリカ契約法』弘文堂
- 浅香吉幹『アメリカ民事手続法』弘文堂
- 中窪裕也『アメリカ労働法』弘文堂
- 村上政博『アメリカ独占禁止法－アメリカ反トラスト法』弘文堂。
- 樋口範雄『アメリカ代理法』弘文堂。
- 樋口範雄『アメリカ信託法ノート』弘文堂。
- 黒沼悦郎『アメリカ証券取引法』弘文堂。

### アメリカの経済
- 渋谷博史、樋口均『アメリカの福祉国家システム－市場主導型レジームの理念と構造』東京大学出版会。
- 中本悟『現代アメリカの通商政策』有斐閣。
- 岡田泰男、須藤功『アメリカ経済史の新潮流』慶應義塾大学出版会。
- 東京三菱銀行調査室『米国経済の真実－成長のダイナミズムは健在か』東洋経済新報社。
- みずほ総合研究所『ベーシック－アメリカ経済』日本経済新聞社。
- 岡田泰男、須藤功『アメリカ経済史の新潮流』慶應義塾大学出版会。
- 宮田由紀夫『アメリカの産学連携』東洋経済新報社。
- 楠井敏朗『アメリカ資本主義の発展構造　南北戦争前期のアメリカ経済』日本経済評論社
- 歌田明弘『科学大国アメリカは原爆投下によって生まれた』平凡社
- 渋谷博史、花崎正晴、井村進哉『アメリカ型経済社会の二面性－市場論理と社会的枠組』東京大学出版会。
- エレン・ウッド『資本の帝国』紀伊国屋書店。
- 吉川雅幸『ドルリスク－国際資本移動とアメリカ経済』日本経済新聞社。
- 中村靖彦『ウォーター・ビジネス』岩波書店。
- R・バーバック、P・フリン『アグリビジネス　アメリカの食糧戦略と多国籍企業』大月書店
- ジェリー・ヤシノウスキー『アメリカ製造業の復活　トップ50社の成功の軌跡』東急エージェンシー
- 夏目啓二『アメリカIT多国籍企業の経営戦略』ミネルヴァ書房
- 日本興業銀行産業調査部『米国新成長ビジネス　21世紀に伸びる産業は何か』日本経済新聞社
- 実哲也『米国草の根市場主義　スモールプレーヤーが生むダイナミズム』日本経済新聞社
- 室山義正『米国の再生　そのグランドストラテジー』有斐閣
- 渋谷博史、井村進哉、首藤恵『アメリカ型企業ガバナンス　構造と国際的インパクト』東京大学出版会
- 米国商務省『ディジタル・エコノミー(2004)米国商務省リポート』東洋経済新報社
- ウダヤン・グプタ『アメリカを創ったベンチャー・キャピタリスト』翔泳社
- 田島哲也『アメリカの経済社会構造　日本人が知らない成長の源泉』中央経済社
- 萩原伸次郎、中本悟『現代アメリカ経済　アメリカン・グローバリゼーションの構造』日本評論社
- 土志田征一、田村秀男『ネットワーク資本主義　アメリカ強さの研究』日本経済新聞社

### 経済学
- 金森久雄、森口親司、荒憲治郎『経済辞典』有斐閣
- 多賀出版編集部『英和経済学用語辞典』多賀出版
- 伊藤元重『入門　経済学』日本評論社
- 岩田規久男『経済学を学ぶ』筑摩書房
- 野口旭『ゼロからわかる経済の基本』講談社
- ポール・クルーグマン『クルーグマン教授の経済入門』メディアワークス
- ジョセフ・スティグリッツ『スティグリッツ入門経済学』東洋経済新報社
- 伊藤元重『ゼミナール国際経済入門』日本経済新聞社
- 西村和雄『ミクロ経済学入門』岩波書店
- 西村和雄『ミクロ経済学　現代経済学入門』岩波書店
- ハル・ヴァリアン『入門ミクロ経済学』勁草書房
- 武隈慎一『ミクロ経済学の基礎理論　新経済学ライブラリ』新世社
- ハル・ヴァリアン『ミクロ経済分析　経済と経済学の明日』勁草書房
- ジョセフ・スティグリッツ『スティグリッツ　ミクロ経済学』東洋経済新報社
- 中谷巌『入門マクロ経済学』日本評論社
- 大竹文雄『スタディガイド　入門マクロ経済学』日本評論社
- デビッド・ローマー『上級マクロ経済学』日本評論社
- 伊藤元重『マクロ経済学』日本評論社
- 吉川洋『マクロ経済学　現代経済学入門』岩波書店
- 武隈慎一『マクロ経済学の基礎理論　新経済学ライブラリ』新世社
- オリヴィエ・ブランシャール『マクロ経済学』東洋経済新報社
- ジョセフ・スティグリッツ『スティグリッツ　マクロ経済学』東洋経済新報社
- 岩本康志、斉藤誠、大竹文雄『経済政策とマクロ経済学　改革への新しい提言』日本経済新聞社

### グローバル経済に関する批判・反対
- マンフレッド・B・スティーガー『グローバリゼーション』岩波書店
- ジョン・トムリンソン『グローバリゼーション　文化帝国主義を超えて』青土社
- サスキア・サッセン『グローバリゼーションの時代　国家主権のゆくえ』平凡社
- 伊豫谷登士翁『グローバリゼーションとは何か　液状化する世界を読み解く』平凡社
- 伊豫谷登士翁『グローバリゼーションと移民』平凡社
- ウェイン・エルウッド『グローバリゼーションとはなにか』こぶし書房
- イグナシオ・ラモネ、ヤセク・ヴォズニアク、ラモン・チャオ『グローバリゼーション・新自由主義批判事典』作品社
- デヴィッド・ハーヴェイ『新自由主義　その歴史的展開と現在』作品社
- デヴィッド・ヘルド『論争グローバリゼーション　新自由主義対社会民主主義』岩波書店
- W・フィッシャー『もうひとつの世界は可能だ　グローバル化へのオルタナティブ』日本経済評論社
- ロバート・ギルピン『グローバル資本主義　危機か繁栄か』東洋経済新報社
- 石見徹『グローバル資本主義を考える』ミネルヴァ書房
- ナオミ・クライン『貧困と不正を生む資本主義を潰せ　企業によるグローバル化の悪を糾弾』はまの出版
- スーザン・ジョージ『世界銀行は地球を救えるか　開発帝国五〇年の功罪』朝日新聞社
- スーザン・ジョージ『債務ブーメラン　第三世界債務は地球を脅かす』朝日新聞社
- スーザン・ジョージ『なぜ世界の半分が飢えるのか　食糧危機の構造』朝日新聞社
- スーザン・ジョージ、マーティン・ウルフ『徹底討論　グローバリゼーション賛成・反対』作品社
- スーザン・ジョージ『オルター・グローバリゼーション宣言　もうひとつの世界は可能だ』作品社
- スーザン・ジョージ『WTO徹底批判』作品社
- ロリー・ワラチ、ミッシェル・スフォーザ『誰のためのWTOか』緑風出版
- 北沢洋子『利潤か人間か　グローバル化の実態と新しい社会運動』コモンズ
- アマルティア・セン『貧困と飢饉』岩波書店
- アマルティア・セン『貧困の克服　アジア発展の鍵は何か』集英社
- アマルティア・セン『不平等の再検討　潜在能力と自由』岩波書店
- アマルティア・セン『集合的選択と社会的厚生』勁草書房
- ムケシュ・エスワラン、アショク・コトワル『なぜ貧困はなくならないのか　開発経済学入門』日本評論社
- 速水佑次郎『開発経済学　諸国民の貧困と富』創文社
- 大野健一『途上国のグローバリゼーション　自立的発展は可能か』東洋経済新報社
- 高橋伸彰『グローバル化と日本の課題』岩波書店
- 樋口美雄『労働経済学』東洋経済新報社
- 樋口美雄『雇用と失業の経済学』日本経済新聞社
- 樋口美雄『日本の所得格差と社会階層』日本評論社
- 橘木俊詔、斎藤貴男、苅谷剛彦『封印される不平等』東洋経済新報社

### グローバル経済の推進と問題解決策
- デヴィッド・ヘルド『グローバル化とは何か　文化・経済・政治』法律文化社
- ウルリッヒ・ベック『グローバル化の社会学』国文社
- ピーター・ホール、デヴィット・ソスキス『資本主義の多様性』ナカニシヤ出版
- ブルーノ・アマーブル『五つの資本主義　グローバリズム時代における社会経済システムの多様性』藤原書店
- ジョセフ・スティグリッツ『世界を不幸にしたグローバリズムの正体』徳間書店
- ジョセフ・スティグリッツ『世界に格差をばら撒いたグローバリズムを正す』徳間書店
- アンソニー・ギデンズ『暴走する世界　グローバリゼーションは何をどう変えるのか』ダイヤモンド社
- アンソニー・ギデンズ『第三の道　効率と公正の新たな同盟』日本経済新聞社
- ゲスタ・アンデルセン『福祉資本主義の三つの世界』ミネルヴァ書房
- トーマス・フリードマン『レクサスとオリーブの木　グローバリゼーションの正体』草思社
- トーマス・フリードマン『フラット化する世界』日本経済新聞社
- ジャグディッシュ・バグワティ『グローバリゼーションを擁護する』日本経済新聞社
- 水野和夫『人々はなぜグローバル経済の本質を見誤るのか』日本経済新聞社
- 野口悠紀雄『資本開国論　新たなグローバル化時代の経済戦略』ダイヤモンド社
- 園部哲史、大塚啓二郎『産業発展のルーツと戦略』知泉書館
- 八代尚宏『規制改革　法と経済学からの提言』有斐閣
- ジェフ・キングストン『国家再生　過保護から自己責任へ』早川書房
- ポール・クルーグマン『経済発展と産業立地の理論　開発経済学と経済地理学の再評価』文真堂
- アンソニー・ベナブルズ『空間経済学　都市・地域・国際貿易の新しい分析』東洋経済新報社
- プラナブ・バーダン、クリストファー・ウドリー『開発のミクロ経済学』東洋経済新報社
- 小島麗逸、幡谷則子『発展途上国の都市政策と社会資本建設』アジア経済研究所
- 小島麗逸、幡谷則子『発展途上国の都市化と貧困層』アジア経済研究所
- 西垣昭、辻一人、下村恭民『開発援助の経済学』有斐閣
- 恩田守雄『開発社会学　理論と実践』ミネルヴァ書房
- 渡辺利夫『国際開発学入門』弘文堂
- 野口旭『経済対立は誰が起こすのか　国際経済学の正しい使い方』筑摩書房
- 小宮隆太郎『貿易黒字・赤字の経済学　日米摩擦の愚かさ』東洋経済新報社
- 田村次朗『WTOガイドブック』弘文堂
- 高瀬保『WTO（世界貿易機関）とFTA（自由貿易協定）』東信堂
- 村上直久『WTO　世界貿易のゆくえと日本の選択』平凡社
- 松下満雄『WTOの諸相』南窓社
- 浦田秀次郎『FTA（自由貿易協定）ガイドブック』ジェトロ